# Croda International
Croda International plc (LSE : CRDA) est une entreprise chimique créée en 1925 et basée à Snaith dans le Yorkshire de l'Est en Angleterre. Elle produit notamment des polymères additifs de lubrifiants (Croda Polymers Ltd.),,. 
La société est présente à la Bourse de Londres et fait partie de l'indice FTSE 100. 

## Histoire
En décembre 2021, Croda annonce la vente d'une de ses division à Cargill pour 1 milliard de dollars.

## Principaux actionnaires
Au 12 décembre 2019:
| Massachusetts Financial Services      | 6,55% |
| Mawer Investment Management           | 6,02% |
| MFS International                     | 3,73% |
| Liontrust Investment Partners         | 3,19% |
| Newton Investment Management          | 2,76% |
| The Vanguard Group                    | 2,71% |
| BlackRock Fund Advisors               | 2,38% |
| RBC Global Asset Management           | 2,36% |
| Legal & General Investment Management | 2,36% |
| Royal London Asset Management         | 2,25% |